# Morti nel 1686
| Questa pagina contiene informazioni ricavate automaticamente dalle voci biografiche con l'ausilio del template Bio e di un bot. L'aggiornamento è periodico e automatico e ricostruisce completamente la pagina. Se manca una persona in questa lista, sei pregato di non aggiungerla, ma accertati piuttosto che la sua voce biografica contenga il template Bio e che i dati anagrafici siano correttamente compilati. Se il template Bio manca, inseriscilo tu stesso o, in alternativa, metti l'avviso {{tmp\|Bio}} che ne segnala la mancanza. Se i dati riportati sono sbagliati, correggi direttamente la voce biografica; le modifiche saranno visibili in questa lista entro pochi giorni. Per chiarimenti vedi il progetto biografie. La lista contiene solo le 85 persone che sono citate nell'enciclopedia e per le quali è stato implementato correttamente il template Bio. Pagina aggiornata al 10 lug 2025. |

## Gennaio(6)
- 5 gennaio - Frederik de Moucheron, pittore olandese
- 10 gennaio - Ana Monteagudo, religiosa peruviana (n. 1602)
- 17 gennaio - Carlo Dolci, pittore italiano (n. 1616)
- 19 gennaio - Ferdinando Cospi, nobile, politico e collezionista d'arte italiano (n. 1606)
- 22 gennaio - Giovanna Maddalena di Sassonia-Altenburg, duchessa tedesca (n. 1656)
- 31 gennaio - Jean Mairet, drammaturgo e diplomatico francese (n. 1604)

## Febbraio(6)
- 2 febbraio - Pierre Poussines, gesuita, grecista e teologo francese (n. 1609)
- 4 febbraio - Philip Wharton, IV barone Wharton, politico inglese (n. 1613)
- 11 febbraio - Hartmann III del Liechtenstein, principe e militare austriaco (n. 1613)
- 15 febbraio - Matthias Rauchmüller, scultore tedesco (n. 1645)
- 21 febbraio - Sibilla Cristina di Anhalt-Dessau, nobile (n. 1603)
- 25 febbraio - Abraham Calovius, teologo e filosofo polacco (n. 1612)

## Marzo(3)
- 17 marzo - Elisabetta Maria di Münsterberg-Oels, nobile boema (n. 1625)
- 22 marzo - Giovanni Federico di Brandeburgo-Ansbach, nobile tedesco (n. 1654)
- 26 marzo - Carlotta d'Assia-Kassel, tedesca (n. 1627)

## Aprile(3)
- 2 aprile - Baltasar de la Cueva Enríquez, spagnolo (n. 1626)
- 19 aprile - Antonio de Solís, drammaturgo e storico spagnolo (n. 1610)
- 26 aprile - Magnus Gabriel De la Gardie, politico e militare svedese (n. 1622)

## Maggio(3)
- 9 maggio - Jonas Suyderhoff, pittore e incisore olandese
- 21 maggio - Otto von Guericke, politico, giurista e fisico tedesco (n. 1602)
- 31 maggio - Nicolas Barré, religioso francese (n. 1621)

## Giugno(5)
- 3 giugno - Ernest Alexandre Dominique d'Arenberg, generale belga (n. 1643)
- 7 giugno - Pietro Mengoli, matematico italiano (n. 1626)
- 10 giugno - Giovanni Battista Casoni, pittore italiano (n. 1610)
- 12 giugno - Francesco Maria Maggio, presbitero, orientalista e missionario italiano (n. 1612)
- 29 giugno - Alessandro Kettler, militare e nobile tedesco (n. 1658)

## Luglio(6)
- 7 luglio - Antero Maria Micone, presbitero italiano (n. 1620)
- 10 luglio - Ercole Ferrata, scultore italiano (n. 1610)
- 15 luglio - Gilles Rousselet, incisore francese (n. 1610)
- 18 luglio - Jacques Gabriel IV, architetto francese (n. 1630)
- 23 luglio - Carlo de' Dottori, letterato, drammaturgo e librettista italiano (n. 1618)
- 28 luglio - Andrea Biffi, architetto italiano (n. 1645)

## Agosto(4)
- 2 agosto - Sofia Edvige di Sassonia-Merseburg, principessa tedesca (n. 1660)
- 3 agosto - Anna Margherita di Assia-Homburg, nobile tedesca (n. 1629)
- 12 agosto - Jean-Baptiste Cotelier, teologo francese (n. 1626)
- 27 agosto - Michelangelo Bonadies, francescano, vescovo cattolico e scrittore italiano (n. 1603)

## Settembre(4)
- 13 settembre - Giulio Cesare Milani, pittore italiano (n. 1629)
- 14 settembre - Egidio Colonna di Sciarra, III principe di Carbognano, nobile italiano (n. 1631)
- 19 settembre - Giovanni Giorgio I di Sassonia-Eisenach, duca tedesco (n. 1634)
- 23 settembre - Sidonia Elisabetta di Salm-Reifferscheidt, nobildonna tedesca (n. 1623)

## Ottobre(4)
- 18 ottobre - Egidio Colonna, militare e patriarca cattolico italiano (n. 1606)
- 21 ottobre - Melchor Fernández de la Cueva y Enríquez de Cabrera, militare e politico spagnolo (n. 1625)
- 24 ottobre - Bartolomeo Beverini, poeta e storico italiano (n. 1629)
- 26 ottobre - John Egerton, II conte di Bridgewater, nobile inglese (n. 1623)

## Novembre(2)
- 9 novembre - Pier Maria Baldi, disegnatore e architetto italiano
- 25 novembre - Niccolò Stenone, naturalista, geologo e anatomista danese (n. 1638)

## Dicembre(6)
- 6 dicembre - Nicola Avancini, gesuita e scrittore italiano (n. 1611)
- 6 dicembre - Eleonora Gonzaga-Nevers, nobile (n. 1630)
- 11 dicembre - Luigi II di Borbone-Condé, nobile e generale francese (n. 1621)
- 12 dicembre - Charles de Noyelle, gesuita belga (n. 1615)
- 15 dicembre - Daniel Gittard, architetto francese (n. 1625)
- 17 dicembre - Lieve Pietersz Verschuier, pittore olandese (n. 1627)

## Senza giorno specificato(33)
- Michel Anguier, scultore francese (n. 1612)
- Arthur Annesley, I conte di Anglesey, politico irlandese (n. 1614)
- Jacques d'Arthois, pittore fiammingo (n. 1613)
- Francesco Bertinetti, medaglista italiano (n. 1653)
- François Blondel, ingegnere e matematico francese (n. 1618)
- Antonio Busca, pittore italiano (n. 1625)
- Edmund Castell, orientalista britannico (n. 1606)
- Carlo Coppola, pittore italiano (n. 1620)
- Ignazio Cumbo, religioso e poeta italiano
- François Foppens, tipografo belga
- Michel de Grammont, pirata francese
- Francesco Fulvio Frugoni, poeta, scrittore e drammaturgo italiano (n. 1620)
- Jan van Glabbeeck, pittore olandese (n. 1635)
- Andrea Gonzaga, nobile
- Jan de Herdt, pittore e disegnatore fiammingo (n. 1620)
- Jack Ketch, boia inglese
- Antoon van Leyen, pittore e mercante fiammingo (n. 1628)
- Giovanni Battista Lucini, pittore italiano (n. 1639)
- Gerrit Lundens, pittore olandese (n. 1622)
- Melchiorre Melchiori, pittore italiano (n. 1641)
- Giovanni Cesare Netti, compositore e prete italiano (n. 1649)
- Ludwig Pfyffer von Altishofen, ufficiale svizzero
- Pieter Moninckx, pittore e disegnatore olandese (n. 1606)
- John Playford, editore musicale e compositore inglese (n. 1623)
- Arnold Quellinus, scultore fiammingo (n. 1653)
- Antonio Raggi, scultore svizzero (n. 1624)
- Girolamo Scaglia, pittore italiano (n. 1620)
- Ferdinando Tacca, scultore italiano (n. 1619)
- Francis Townley, pirata inglese
- Simon Pimen Fëdorovič Ušakov, pittore russo (n. 1626)
- Pieter Verbruggen il Vecchio, scultore fiammingo (n. 1615)
- Thomas Watson, predicatore e teologo inglese (n. 1620)
- Edward Winter, funzionario e politico britannico (n. 1622)